# ژاک دوپن
ژاک دوپن (به فرانسوی: Jacques Dupin) شاعر و مقاله‌نویس قرن بیستم میلادی اهل فرانسه بود.